# Várzea do Douro
Várzea do Douro is een plaats (freguesia) in de Portugese gemeente Marco de Canaveses en telt 2015 inwoners (2001).

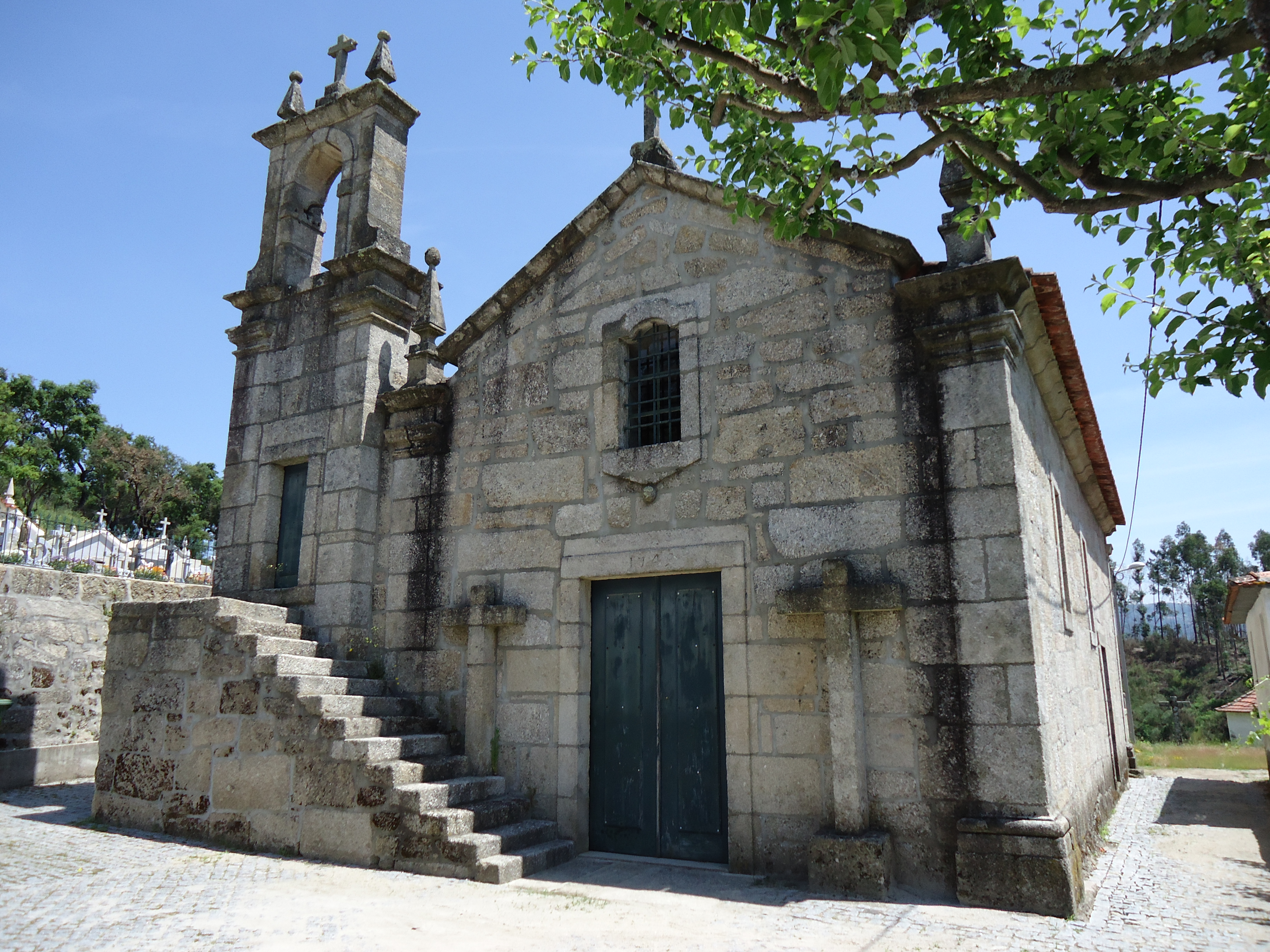
Kerk